# Греков (хутор)
Греков — хутор в Орловском районе Ростовской области.
Входит в состав Каменно-Балковского сельского поселения.

## География

### Улицы
- ул. Луговая,
- ул. Солнечная,
- ул. Степная,
- ул. Южная.

## Население
| 2010 |
| ---- |
| 203  |